# Henryk Mianowski
Henryk Mianowski (ur. 9 kwietnia 1882 we Lwowie, zm. 11 stycznia 1955 w Krakowie) – polski polityk, działacz gospodarczy. Syn notariusza Edgara Mianowskiego i Seweryny Rauch; brat Edwarda Mianowskiego (1884 – 1940), dyrektora gazowni miejskiej w Krakowie.

## Życiorys
Ukończył gimnazjum we Lwowie w 1900 roku i Politechnikę Lwowską w 1905 roku z tytułem inżyniera, specjalizując się w budowie maszyn. Odbył studia uzupełniające w Paryżu. Pracował w fabryce maszyn we Lwowie oraz fabryce wełny sztucznej w Aefligen w Szwajcarii.
W latach 1908–1910 był asystentem w katedrze technologii mechanicznej Politechniki Lwowskiej. Od 1910 roku przebywał stale w Krakowie, gdzie do 1930 roku nauczał w Wyższej Szkole Przemysłowej. W czasie I wojny światowej został zmobilizowany do armii austriackiej. W grudniu 1914 roku został ciężko ranny i dostał się do niewoli rosyjskiej. W 1917 roku brał udział w organizacji I Korpusu Polskiego w Rosji. Potem służył w Wojsku Polskim, aż został zdemobilizowany jako inwalida w stopniu porucznika rezerwy.

## Działalność polityczna
Należał do chadecji. W latach 1921–1930 zasiadał w Radzie Miejskiej w Krakowie. W 1922 roku uzyskał mandat poselski w Krakowie. Zasiadał w komisjach morskiej, oświatowej, robót publicznych, skrabowej i wojskowej. W Sejmie Rzeczypospolitej Polskiej I kadencji był członkiem klubu Chrześcijańsko-Narodowego Stronnictwa Pracy. Wystąpił z chadecji w 1927 roku i przeszedł do BBWR. W 1928 roku zdobył mandat poselski w okręgu wyborczym z terenu Stanisławowa.

## Działalność w samorządzie gospodarczym
Na początku lat dwudziestych angażował się w organizacjach rzemieślniczych. Na przełomie lat dwudziestych i trzydziestych został dyrektorem Izby Przemysłowo-Handlowej w Krakowie. Kierując biurem Izby angażował się w sprawy turystyki i hotelarstwa. Przyczynił się do założenia w 1932 roku pierwszej w Polsce średniej szkoły hotelarskiej. Wiele publikował.
Podczas II wojny światowej został aresztowany 8 listopada 1939 roku pod absurdalnymi zarzutami i był krótko więziony w więzieniu na Montelupich.
Po wojnie ponownie objął funkcję dyrektora Izby Przemysłowo-Handlowej: od momentu jej reaktywacji w 1945 roku aż do likwidacji w 1950. Należał do Stronnictwa Demokratycznego.
Został pochowany na cmentarzu Rakowickim.